# لین گان
لین گان (به انگلیسی: Lynn Gunn) با نام تولد لیندسی گرد گانولفسن (به انگلیسی: Lyndsey Gerd Gunnulfsen) (زاده ۱۵ مارس ۱۹۹۴) خواننده و ترانه‌سرا آمریکایی است.